# 偏柏乡
偏柏乡，是中华人民共和国重庆市酉阳土家族苗族自治县下辖的一个乡镇级行政单位。

## 行政区划
偏柏乡下辖以下地区：
偏柏村、苗坝村、鱼水村、石卡村、柏溪村、氽鸭村和两河村。